# Scranton, Pennsylvania
Scranton este un oraș din statul american Pennsylvania, fiind al șaselea ca mărime din stat.

## Personalități născute aici
- Albert Jay Nock (1870 - 1945), biograf, memorialist;
- Gerald Patrick O'Hara (1895 - 1963), arhiepiscop romano-catolic;
- R. Duncan Luce (1925 - 2012), matematician;
- Frank Carlucci (1930 - 2018), politician, diplomat;
- Teddy Mayer (1935 - 2009), cofondatorul echipei de Formula 1 McLaren;
- Joe Biden (n. 1942), fost președinte al Statelor Unite ale Americii;
- Walter Bobbie (n. 1945), regizor, coregraf;
- Mel Ziegler, om de afaceri, designer de modă.